# Lagawe
Lagawe is een gemeente in de Filipijnse provincie Ifugao op het eiland Luzon. Bij de laatste census in 2007 had de gemeente ruim 17 duizend inwoners.

## Geografie

### Bestuurlijke indeling
Lagawe is onderverdeeld in de volgende 20 barangays:
| - Abinuan - Banga - Boliwong - Burnay - Buyabuyan - Caba - Cudog - Dulao - Jucbong - Luta | - Montabiong - Olilicon - Poblacion East - Poblacion North - Poblacion South - Poblacion West - Ponghal - Pullaan - Tungngod - Tupaya |

## Demografie
Lagawe had bij de census van 2007 een inwoneraantal van 17.373 mensen. Dit zijn 2.104 mensen (13,8%) meer dan bij de vorige census van 2000. De gemiddelde jaarlijkse groei komt daarmee uit op 1,80%, hetgeen lager is dan het landelijk jaarlijks gemiddelde over deze periode (2,04%). Vergeleken met de census van 1995 is het aantal mensen met 2.475 (16,6%) toegenomen.

De bevolkingsdichtheid van Lagawe was ten tijde van de laatste census, met 17.373 inwoners op 208,91 km², 83,2 mensen per km².